# Distrito de Saddamiyat al-Mitla'
Saddamiyat al-Mitla' (em árabe: قضاء صدامية المطلاع) foi um distrito da província de Baçorá durante a ocupação militar do Kuwait de 1990–1991.
A formação do distrito foi anunciada em 28 de agosto de 1990. O distrito recebeu esse nome em homenagem ao presidente iraquiano Saddam Hussein. Enquanto a maior parte do Kuwait foi anexado como a 19ª província do Iraque, as áreas estratégicas do norte do Kuwait foram anexadas como o distrito de Saddamiyat al-Mitla' como parte da província de Baçorá.
O distrito cobria cerca de 7 000 km². Incluia a Ilha Warbah, a Ilha Bubiyan, as áreas ao redor de Abdali, os campos de petróleo de Raudhatain, Sabriya, Ratqa e as partes a sul do campo de petróleo de Rumaila. Além dos seus recursos de petróleo, o distrito detinha a maioria das fontes de água subterrânea do Kuwait. Os meios de comunicação social do Iraque declararam que uma nova cidade, também chamada Saddamiyat al-Mitla', seria construída no distrito.
Na época, especulou-se que a criação do distrito de Saddamiyat al-Mitla' e a sua colocação na província de Baçorá em vez da província do Kuwait, poderia indicar que o Iraque estaria pronto para se retirar do Kuwait, mas manter o distrito e as áreas do norte.